# Chen Xue-dong
Chen Xue-dong (en chino simplificado: 陈学冬, chino tradicional: 陳學冬, Pinyin: Chén Xuédōng) más conocido como Cheney Chen, es un actor, modelo y cantante chino que interpretó a Zhou Chongguang en las películas de Tiny Times y a Fu Xiaosi en la serie Rush to the Dead Summer.

## Biografía
Estudió y se graduó del "Shanghai Conservatory of Music" con un título en drama musical.

## Carrera
Es miembro de la agencia "Heli Chenguang International Culture Media". 
Antes de debutar como actor, en 2011 entrenó para ser cantante en CUBE Entertainment en Corea del Sur.
Trabajó como modelo a tiempo parcial a la edad de 17 años. Ha aparecido en sesiones fotográficas para "Leon", entre otros. 
En 2013, alcanzó la fama cuando se unió al elenco principal de la película Tiny Times donde dio vida al estudiante Zhou Chongguang, papel que interpretó nuevamente en las películas Tiny Times 2 (2013), Tiny Times 3 (2014) y Tiny Times 4 (2015). 
En 2014, apareció en su primera comedia cuando se unió a la película Bad Sister donde dio vida al barista Huang Yifeng. 
El 21 de noviembre de 2015, apareció por primera vez como invitado en el programa Happy Camp durante el episodio "Arrival of Li Xiaolu" con Li Xiaolu, Zhang Yixing y Jiang Wen. El 1 de octubre de 2016, volvió a aparecer en el programa junto a Guo Jingming, Fan Bingbing, Roy Wang y Lin Yun. Finalmente el 9 de septiembre de 2017, participó junto a Wu Lei, Wang Jia'er, Arthur Chen, Li Xian, Xing Zhaolin y Lang Lang.
En 2016, se unió a la película Mr. High Heels donde dio vida a Lin Sensen, un joven que proviene de una familia adinerada y el mejor amigo del diseñador de juegos otaku Hang Yuan (Du Jiang). 
El 20 de junio del mismo año se unió al elenco de la serie Decoded donde interpretó a Rong Jinzhen, un joven genio de las matemáticas tímido y con poca confianza que a pesar de tener autismo es reclutado en la unidad 701 se convierte en un agente capaz, hasta el final de la serie el 16 de julio del mismo año.
El 30 de septiembre del mismo año se unió al elenco principal de la película de animación L.O.R.D: Legend of Ravaging Dynasties donde dio vida a Qi Ling, el discípulo de 7° grado, que pertenece a un grupo de maestros que protegen su condado con poderes de sus almas.
En diciembre del mismo año apareció en la película The Great Wall donde interpretó al Comandante de la Guardia Imperial. 
En 2017, desfiló durante el "Dolce & Gabbana's Milan Fashion Week".
El 11 de junio del mismo año se unió al elenco principal de la serie Rush to the Dead Summer (también conocida como "Love 'til the End of Summer") donde interpretó a Fu Xiaosi, un joven sensible, callado y a quien se le dificulta expresar lo que siente, que cambia cuando conoce y se enamora de Li Xia (Zheng Shuang), hasta el final el 8 de junio del mismo año.
El 27 de mayo de 2018 se unió al elenco principal de la tercera temporada del reality chino Let Go of My Baby junto a Jackson Wang, Huang Jingyu, Zhou Zhennan y Zhang Jie, hasta el final de la temporada el 12 de agosto del mismo año. En el programa los padres dejan que las celebridades cuiden de sus hijos durante aproximadamente un mes.
En 2019 dio vida nuevamente a Qi Ling ahora en la película animada L.O.R.D: Legend of Ravaging Dynasties 2.

## Filmografía

### Series de televisión
| Año             | Título                  | Personaje    | Notas        |
| --------------- | ----------------------- | ------------ | ------------ |
| 2020 - presente | Greenwich Mean Time     | Han Chi      |              |
| 2020 - presente | So Young (小夜曲)       | Feng Anning  |              |
| 2020 - presente | You Can't Catch Me      | Hao Weilai   |              |
| 2017            | Rush to the Dead Summer | Fu Xiaosi    | 48 episodios |
| 2016            | Decoded                 | Rong Jinzhen | 41 episodios |
| 2016            | Yes! Mr. Fashion        | Shang Boran  | 10 episodios |
| 2014            | Tiny Times              | Lu Zhiwen    | serie-web    |

### Películas
| Año  | Título                                  | Personaje                 | Notas                                                                                  |
| ---- | --------------------------------------- | ------------------------- | -------------------------------------------------------------------------------------- |
| 2020 | L.O.R.D: Legend of Ravaging Dynasties 2 | Qi Ling                   | junto a Fan Bingbing, Kris Wu, Lin Yun, Wang Duo, Roy Wang, Karry Wang y William Chan  |
| 2018 | Kung Fu Monster                         | Zhen Jian                 | junto a Louis Koo, Bao Bei'er, Zhou Dongyu y Bea Hayden                                |
| 2017 | The Big Call                            | Ding Xiaotian             | junto a Joseph Chang, Gwei Lun-mei, Jiang Mengjie y Jiang Chao                         |
| 2016 | The Great Wall                          | Comandante Imperial       | junto a Matt Damon, Jing Tian, Pedro Pascal, Willem Dafoe, Andy Lau y Zhang Hanyu      |
| 2016 | L.O.R.D: Legend of Ravaging Dynasties   | Qi Ling                   | junto a Fan Bingbing, Kris Wu, Lin Yun, Yan Yikuan, Roy Wang, William Chan y Amber Kuo |
| 2016 | Mr. High Heels                          | Lin Sensen                | junto a Du Jiang, Fiona Sit, Yu Xintian, Wong Cho-lam y Huo Siyan                      |
| 2015 | Paddington                              | Paddington                | (doblaje)                                                                              |
| 2015 | Oh My God                               | Chen Mo                   | junto a Zhang Yixing, Li Xiaolu, Coco Jiang Wen y Zhang Ziyi                           |
| 2015 | Tiny Times 4                            | Zhou Chongguang / Lu Shao | junto a Yang Mi, Amber Kuo, Bea Hayden y Evonne Hsieh                                  |
| 2014 | Bad Sister                              | Huang Yifeng              | junto a Ivy Chen, Ji Jin-hee, Christy Chung y Woo Hye-rim                              |
| 2014 | Tiny Times 3                            | Zhou Chongguang / Lu Shao | junto a Yang Mi, Kai Ko, Amber Kuo, Bea Hayden y Evonne Hsieh                          |
| 2013 | Tiny Times 2                            | Zhou Chongguang           | junto a Yang Mi, Kai Ko, Amber Kuo, Rhydian Vaughan, Bea Hayden y Evonne Hsieh         |
| 2013 | Tiny Times                              | Zhou Chongguang           | junto a Yang Mi, Kai Ko, Amber Kuo, Rhydian Vaughan, Bea Hayden y Evonne Hsieh         |

### Programas de variedades
| Año                  | Programa                    | Notas                     |
| -------------------- | --------------------------- | ------------------------- |
| 2015-2017, 2019-2020 | Happy Camp                  | 12 episodios - invitado   |
| 2019                 | Keep Running                | (ep. #84) - invitado      |
| 2018                 | My Little One (My Boy)      | miembro                   |
| 2018                 | Let Go Of My Baby: Season 3 | miembro                   |
| 2017                 | Challenge League            | miembro                   |
| 2016                 | Ace vs Ace                  | (ep. #11) - invitado      |
| 2014                 | Grade One                   | miembro (maestro de aula) |

### Presentador
| Año  | Programa              | Notas |
| ---- | --------------------- | ----- |
| 2016 | Challenger's Alliance |       |

### Anuncios
| Año  | Obra                  | Notas |
| ---- | --------------------- | ----- |
| 2013 | Lenovo                | -     |
| 2010 | Bambook               | -     |
| 2009 | Kangshifu Dry Noodles |       |

### Revistas / sesiones fotográficas
| Año  | Revistas              | Notas                      |
| ---- | --------------------- | -------------------------- |
| 2019 | Icon-F Hommes         | (publicación de noviembre) |
| 2019 | Lifestyle             |                            |
| 2019 | Men’s Health China    | (publicación de noviembre) |
| 2019 | Luolai                |                            |
| 2019 | Voyage Magazine China |                            |
| 2019 | Our Street Style      |                            |

### Eventos
| Año  | Título                          | Notas  |
| ---- | ------------------------------- | ------ |
| 2019 | 2019 Cosmo Glam Night           |        |
| 2019 | 2019 Bazaar Stars Charity Night | [ 11 ] |

### Embajador
| Año  | Título        | Notas |
| ---- | ------------- | ----- |
| 2019 | Xiao Guan Cha |       |

## Discografía

### Singles
| Año  | Canción                                   | Álbum                                          | Notas                                                                   |
| ---- | ----------------------------------------- | ---------------------------------------------- | ----------------------------------------------------------------------- |
| 2019 | "Starry Oceans"                           | -                                              | junto a Jackson Yee, Zhou Dongyu, Arthur Chen, Xu Weizhou y Dong Zijian |
| 2016 | "Sand in the Mortal Realm" (人间沙)       | OST de "L.O.R.D: Legend of Ravaging Dynasties" |                                                                         |
| 2016 | "I Mean" (碎碎戀)                         | OST de "Yes! Mr. Fashion"                      |                                                                         |
| 2015 | "We Are All The Same" (我们都一样)        | -                                              |                                                                         |
| 2015 | "Stitching Together our Youth" (岁月缝花) | OST de "Tiny Times 4"                          |                                                                         |
| 2014 | "First Grade" (一年級)                    | -                                              |                                                                         |
| 2014 | "Don't Say Goodbye" (不再见)              | OST de "Tiny Times 3"                          |                                                                         |
| 2013 | "Innocent Matters" (萬物無邪)             | OST de "Tiny Times"                            |                                                                         |
| 2013 | "Heart Beating" (面面心跳)                | OST de "Tiny Times"                            |                                                                         |

### Otras canciones
| Año  | Título | Álbum                                                  | Notas                                                                                            |
| ---- | ------ | ------------------------------------------------------ | ------------------------------------------------------------------------------------------------ |
| 2020 | 战疫   | Lanzado por China Federation of Literary & Art Circles | (Canción y mensajes para apoyar a quienes luchan contra el coronavirus) - junto a otros artistas |

## Apoyo a caridad
El 29 de agosto del 2013, participó en un programa comunitario de bienestar llamado "Transparent Love".
El 27 de mayo del 2017, se convirtió en embajador de buena voluntad de una fundación que ayuda a niños con autismo en China.
El 9 de septiembre del mismo año, asistió al "2017 Harpers Bazaar Star Charity Night" y donó 10 ambulancias, con un valor de 700 mil yuanes (RMB).

## Premios y nominaciones
| Año  | Categoría                                    | Premio                                    | Trabajo             | Resultado |
| ---- | -------------------------------------------- | ----------------------------------------- | ------------------- | --------- |
| 2016 | Figure of the Year                           | Baidu Fans Appreciation Season            | -                   | Ganó      |
| 2016 | Best On-screen Performance (junto a Ying Er) | 8th China TV Drama Award                  | Decoded             | Ganaron   |
| 2016 | Figure of the Year                           | Baidu Fans Appreciation Season            | -                   | Ganó      |
| 2016 | Most Popular Male Artiste                    | 13th Esquire Man At His Best Award        | -                   | Ganó      |
| 2015 | Best Breakthrough Singer                     | 19th China Music Award                    | "Don't Say Goodbye" | Ganó      |
| 2015 | Most Attractive Celebrity of the Year        | BAZAAR Men's Style                        | -                   | Ganó      |
| 2015 | Weibo God                                    | 12th Weibo Award                          | -                   | Ganó      |
| 2014 | Most Attractive Figure                       | Youku Night                               | -                   | Ganó      |
| 2014 | Most Attractive Celebrity of the Year        | BAZAAR Men's Style                        | -                   | Ganó      |
| 2013 | Best New Actor                               | 16th Shanghai International Film Festival | Tiny Times          | Nominado  |
| 2013 | Most Popular New Actor                       | Young Choice Award                        | -                   | Ganó      |
| 2013 | Rising Actor (Film)                          | 4th LeTV Award                            | -                   | Ganó      |
| 2013 | New Actor of the Year (Film)                 | BQ Celebrity Award                        | -                   | Ganó      |
| 2008 | Best Popularity Award                        | Sina Celebrity Rank Ceremony              | -                   | Ganó      |
| 2008 | Breakthrough New Artist of the Year          | Fashion Power Award                       | -                   | Ganó      |
| 2008 | Best Model (región Zhejiang)                 | New Silk Road Model Competition           | -                   | Ganó      |